# Franz Georg Meyer
Franz Georg Meyer, również Georg Meyer (ur. 5 września 1917 w Wiedniu, zm. ?) – SS-Obersturmführer, doktor medycyny oraz jeden z lekarzy obozowych w KL Auschwitz-Birkenau. Prowadził badania antropologiczne. Zwracał uwagę na wszelkie blizny lub znaki szczególne u więźniów.. Po wojnie prowadził praktykę lekarską w Wiedniu.